# Kaur Kivistik
Kaur Kivistik (ur. 29 kwietnia 1991 w Tartu) – estoński lekkoatleta specjalizujący się w biegach średnio oraz długodystansowych.
Srebrny medalista uniwersjady 2015 w biegu na 3000 metrów z przeszkodami. Uczestnik igrzysk olimpijskich 2016 w Rio de Janeiro, podczas których odpadł w eliminacjach biegu na 3000 metrów z przeszkodami. Uczestnik mistrzostw świata (2015, 2019) oraz mistrzostw Europy (2012, 2016, 2018, 2022). Startował w mistrzostwach Europy w biegach przełajowych. Uczestnik mistrzostw świata juniorów oraz młodzieżowych mistrzostw Europy. Reprezentował Estonię w drużynowych mistrzostwach Europy.
Wielokrotny mistrz Estonii.

## Rezultaty
| Rok  | Impreza                                   | Miejsce        | Konkurencja                   | Pozycja           | Wynik   |
| ---- | ----------------------------------------- | -------------- | ----------------------------- | ----------------- | ------- |
| 2009 | Mistrzostwa Europy w biegach przełajowych | Dublin         | bieg juniorów (6,039 km)      | 78. miejsce       | 20:41   |
| 2010 | Mistrzostwa świata juniorów               | Moncton        | bieg na 3000 m z przeszkodami | el. – 26. miejsce | 9:16,87 |
| 2010 | Mistrzostwa Europy w biegach przełajowych | Albufeira      | bieg juniorów (6,07 km)       | 36. miejsce       | 19:01   |
| 2011 | II liga drużynowych mistrzostw Europy     | Nowy Sad       | bieg na 3000 m z przeszkodami | 1. miejsce        | 8:56,84 |
| 2011 | Młodzieżowe mistrzostwa Europy            | Ostrawa        | bieg na 3000 m z przeszkodami | el. – 13. miejsce | 8:53,15 |
| 2012 | Mistrzostwa Europy                        | Helsinki       | bieg na 3000 m z przeszkodami | 14. miejsce       | 8:58,02 |
| 2012 | Mistrzostwa Europy w biegach przełajowych | Szentendre     | bieg młodzieżowców (8,05 km)  | 69. miejsce       | 26:35   |
| 2013 | I liga drużynowych mistrzostw Europy      | Dublin         | bieg na 3000 m z przeszkodami | 5. miejsce        | 8:58,65 |
| 2013 | Młodzieżowe mistrzostwa Europy            | Tampere        | bieg na 3000 m z przeszkodami | 5. miejsce        | 8:42,98 |
| 2013 | Mistrzostwa Europy w biegach przełajowych | Belgrad        | bieg młodzieżowców (8 km)     | 19. miejsce       | 24:36   |
| 2014 | I liga drużynowych mistrzostw Europy      | Tallinn        | bieg na 3000 m z przeszkodami | 5. miejsce        | 8:49,99 |
| 2015 | I liga drużynowych mistrzostw Europy      | Heraklion      | bieg na 3000 m z przeszkodami | 2. miejsce        | 8:46,81 |
| 2015 | Uniwersjada                               | Gwangju        | bieg na 3000 m z przeszkodami | 2. miejsce        | 8:32,23 |
| 2015 | Mistrzostwa świata                        | Pekin          | bieg na 3000 m z przeszkodami | el. – 34. miejsce | 8:56,36 |
| 2016 | Mistrzostwa Europy                        | Amsterdam      | bieg na 3000 m z przeszkodami | 6. miejsce        | 8:33,75 |
| 2016 | Igrzyska olimpijskie                      | Rio de Janeiro | bieg na 3000 m z przeszkodami | el. – 35. miejsce | 8:44,25 |
| 2017 | I liga drużynowych mistrzostw Europy      | Vaasa          | bieg na 1500 m                | –                 | DQ      |
| 2017 | I liga drużynowych mistrzostw Europy      | Vaasa          | bieg na 3000 m z przeszkodami | 4. miejsce        | 8:41,22 |
| 2017 | Uniwersjada                               | Tajpej         | bieg na 3000 m z przeszkodami | 8. miejsce        | 8:48,04 |
| 2018 | Mistrzostwa Europy                        | Berlin         | bieg na 3000 m z przeszkodami | 9. miejsce        | 8:40,32 |
| 2018 | Mistrzostwa Europy w biegach przełajowych | Tilburg        | bieg seniorów (10,3 km)       | 58. miejsce       | 30:50   |
| 2019 | II liga drużynowych mistrzostw Europy     | Varaždin       | bieg na 1500 m                | 3. miejsce        | 3:55,35 |
| 2019 | II liga drużynowych mistrzostw Europy     | Varaždin       | bieg na 3000 m z przeszkodami | 1. miejsce        | 8:40,78 |
| 2019 | Mistrzostwa świata                        | Doha           | bieg na 3000 m z przeszkodami | el. – 39. miejsce | 8:39,26 |
| 2021 | I liga drużynowych mistrzostw Europy      | Kluż-Napoka    | bieg na 3000 m z przeszkodami | 8. miejsce        | 8:57,55 |
| 2022 | Mistrzostwa Europy                        | Monachium      | maraton                       | 32. miejsce       | 2:17:51 |
| 2022 | Mistrzostwa Europy w biegach przełajowych | Turyn          | bieg seniorów (9,572 km)      | 62. miejsce       | 32:29   |

## Rekordy życiowe
- bieg na 1500 metrów – 3:43,83 (15 czerwca 2014, Tartu)
- bieg na 3000 metrów z przeszkodami – 8:28,55 (3 września 2019, Zagrzeb), rekord Estonii
- maraton – 2:16,38 (20 lutego 2022, Sewilla)